# Burn in the Spotlight Tour
«Burn in the Spotlight Tour» — перший концертний тур канадсько-португальської співачки Неллі Фуртадо, проведений до альбому «Whoa, Nelly!».

## Список композицій
1. «Intro/Baby Girl»
2. «I Will Make U Cry»
3. «Party»
4. «Get Ur Freak On»
5. «Well, Well»
6. «Hey, Man!»
7. «I'm Like a Bird»
8. «My Love Grows Deeper Part 1»
9. «Legend»
10. «Scared of You/Onde Estás»
11. «Asha Mix»
12. «I Feel You»
13. «Trynna Finda Way»
14. «Turn Off the Light»
15. «Shit on the Radio (Remember the Days)»

## Дати
| Дата             | Місто           | Країна |
| ---------------- | --------------- | ------ |
| 28 січня 2001    | Вікторія        | Канада |
| 29 січня 2001    | Ванкувер        | Канада |
| 30 січня 2001    | Сієтл           | США    |
| 31 січня 2001    | Портленд        | США    |
| 2 лютого 2001    | Калгарі         | Канада |
| 3 лютого 2001    | Калгарі         | Канада |
| 5 лютого 2001    | Денвер          | США    |
| 7 лютого 2001    | Фінікс          | США    |
| 8 лютого 2001    | Лас-Вегас       | США    |
| 9 лютого 2001    | Сан-Дієго       | США    |
| 11 лютого 2001   | Лос-Анджелес    | США    |
| 12 лютого 2001   | Лос-Анджелес    | США    |
| 14 лютого 2001   | Сан-Франциско   | США    |
| 15 лютого 2001   | Сан-Франциско   | США    |
| 1 березня 2001   | Бостон          | США    |
| 2 березня 2001   | Портленд        | США    |
| 3 березня 2001   | Нью-Йорк        | США    |
| 4 березня 2001   | філадельфія     | США    |
| 8 березня 2001   | Вашингтон       | США    |
| 9 березня 2001   | Вашингтон       | США    |
| 10 березня 2001  | Норфолк         | США    |
| 12 березня 2001  | Ралі            | США    |
| 13 березня 2001  | Шарлотт         | США    |
| 15 березня 2001  | Атланта         | США    |
| 16 березня 2001  | Орландо         | США    |
| 17 березня 2001  | Маямі           | США    |
| 19 березня, 2001 | Санкт-Петербург | США    |
| 20 березня 2001  | Бірмінгем       | США    |
| 22 березня 2001  | Нашвілл         | США    |
| 23 березня 2001  | Мемфіс          | США    |
| 24 березня 2001  | Нью-Орлеан      | США    |
| 26 березня 2001  | Х'юстон         | США    |
| 27 березня 2001  | Остін           | США    |
| 28 березня 2001  | Даллас          | США    |
| 30 березня 2001  | Сент-Луїс       | США    |
| 31 березня 2001  | Канзас-Сіті     | США    |
| 1 квітня 2001    | Сент-Пол        | США    |
| 3 квітня 2001    | Мілвокі         | США    |
| 4 квітня 2001    | Чикаго          | США    |
| 5 квітня 2001    | Детройт         | США    |
| 7 квітня 2001    | Індіанаполіс    | США    |
| 8 квітня 2001    | Клівленд        | США    |
| 10 квітня 2001   | Мореаль         | Канада |
| 12 квітня 2001   | Галіфакс        | Канада |
| 18 квітня 2001   | Торонто         | Канада |